# 답호
답호(褡護)는 민소매 및 반팔 옷으로, 원나라에서 시작되어 고려 후기에 한국에 소개되었다. 답호의 모양과 구조는시간이 지나면서 바뀌었으며, 조선 세종 때에는 명나라에 소개되었다.

## 같이 보기
- 포 (옷)
- 단령